# Helmuth Weidling
Helmuth Otto Ludwig Weidling (2. listopadu 1891, Halberstadt Sasko – 17. listopadu 1955, Vladimir v Rusku) byl německý generál během druhé světové války. Byl posledním velitelem berlínské obrany během bitvy o Berlín, vedl obranu města proti sovětským silám a nakonec se vzdal těsně před koncem druhé světové války v Evropě.

## Život
Do Německé císařské armády vstoupil na jaře 1911. Před vypuknutím první světové války, byl poručík vojenského praporu vzducholodí Luftschiff-Bataillon 1. Jeho vojenská účast v první válce je dosti nejasná. Po válce zůstal v Reichswehru. V květnu 1931, byl velitelem 3 baterie u 4. dělostřeleckého pluku. V listopadu 1938, již velel 56. dělostřeleckému pluku se kterým se účastnil invaze do Polska a od října 1939, velel 20. dělostřeleckému pluku. Od dubna 1940 se stal velitelem dělostřelectva u XL. tankového sboru. S tímto sborem, se účastnil bitvy o Francii i Operace Barbarossa. Na Nový rok 1942 mu bylo svěřeno velení nad 86. pěší divizí, na východní frontě. U této divize zůstal až do podzimu 1943, kdy v říjnu převzal velení nad XXXXI. tankovým sborem. S tímto sborem prodělal ústupové boje na východní frontě roku 1944.
Od 10. dubna 1945, byl velitelem LVI. tankového sboru, se kterým 16. dubna vedl obranu na Seelovských výšinách východně od Berlína a následně byl jeho sbor nucen ustupovat k Berlínu. 22. dubna vydal Adolf Hitler rozkaz o zastřelení Helmutha Weidlinga popravčí četou, ale následující den byl při osobní návštěvě v Hitlerově bunkru omilostněn a zároveň se stal vrchním velitelem obrany Berlína. Zde vedl marnou obranu města až do prvních květnových dnů, kdy kapituloval.
Z výslechu generála Weidlinga na otázky náčelníka rozvědky 1. Běloruského frontu generálmajora Trusova (květen 1945).
1. května 1945 ve 21.30 svolal jsem pracovníky štábu LVI. tankového sboru a štábu berlínské obrany, aby se rozhodlo, zda se štáb pokusí prorazit si cestu z Berlína, anebo se vzdá Rusům; prohlásil jsem, že další odpor nemá smyslu a probojovávat se z Berlína ven, znamená dostat se z „kotle“ do „kotle“. Všichni pracovníci štábu mě podpořili a v noci na 2. května byl plukovník von Dufving vyslán jako parlamentář k Rusům se zprávou, že německá vojska zastavují odpor. Situace v Berlíně byla taková, že třebas jsem byl velitelem obrany Berlína, po tomto rozhodnutí cítil jsem se bezpečným jedině u Rusů.
Jako válečný zajatec byl po druhé světové válce odvezen do zajateckého tábora ve Vladimiru v SSSR, kde koncem roku 1955 zemřel.

## Povýšení a vyznamenání

### Data povýšení
- Fahnenjunker-Unteroffizier - jaro 1911
- Poručík - 18. srpna 1912
- Nadporučík - ?
- Kapitán - 1. června 1922
- Major - ?
- Podplukovník - 1. září 1935
- Plukovník - 1. března 1938
- Generálmajor - 1. února 1942
- Generálporučík - 1. ledna 1943
- Generál dělostřelectva - 1. ledna 1944

### Vyznamenání
- Rytířský kříž železného kříže - 15. leden, 1943
- Dubové ratolesti k rytířskému kříži železného kříže (408. držitel) - 22. únor, 1944
- Meče k rytířskému kříži železného kříže (115. držitel) - 28. listopad, 1944
- Německý kříž ve zlatě - 23. červen, 1942
- Rytířský kříž královského pruského domácího řádu Hohenzollernů s meči (první světová válka)
- Pruský železný kříž I. třídy - 3. březen, 1916
- Pruský železný kříž II. třídy - 9. říjen, 1914
- Rakousko-Uherský vojenský záslužný kříž III. třídy s válečnou ozdobou (první světová válka)
- Lübeckský hanzovní kříž (první světová válka)
- Pamětní odznak pro posádky vzducholodí (první světová válka)
- Spona k pruskému železnému kříži II. třídy - 18. září, 1939
- Spona k pruskému železnému kříži I. třídy - 12. říjen, 1939
- Kříž cti
- Medaile za východní frontu
- Sudetská pamětní medaile
- |  |  |  Služební vyznamenání Wehrmachtu od IV. do I. třídy
- Zmíněn ve Wehrmachtbericht: 9. únor, 1944